# 松本林子
松本 林子 (まつもと りんこ、1976年3月7日-）は、日本の元体操選手、指導者。香川県出身。AB型。

## 来歴
- 高松中央高等学校
- 東海大学体育学部

## 社会人所属
- 横浜市スポーツ医科学センター
- 三菱養和体操クラブ
- 松本調査士事務所

## 成績
1993年
全日本体操競技選手権大会で跳馬優勝。東アジア競技大会(上海)で団体3位。
1994年
東日本学生体操競技選手権大会で個人総合2位。全日本学生体操競技選手権大会でゆか優勝。全日本体操競技選手権大会で跳馬2位。
1995年
全日本学生体操競技選手権大会で個人総合2位、平均台優勝、ゆか優勝。
1997年
ユニバーシアード(シチリア)で団体3位。東アジア競技大会(釜山)で団体3位。
1998年
NHK杯体操選手権で個人総合4位。
1999年
NHK杯体操選手権で個人総合11位。全日本社会人体操選手権大会で個人総合3位。
2000年
全日本社会人体操選手権大会で個人総合2位。
2001年
全日本社会人体操選手権大会で個人総合1位。

## その他
- 好きな種目は段違い平行棒で得意技はひねり系。
- 印象に残る試合は1999年のNHK杯体操選手権。
- 尊敬する人は指導して頂いた全ての方。
- 器械体操をやってよかったことたくさんの仲間と出会えたこと。